# Distretto di Deogarh
Il distretto di Deogarh è un distretto dell'Orissa, in India, di 274 095 abitanti. Il suo capoluogo è Deogarh.